# Estação Cabitos
A Estação Cabitos é uma das estações do Metrô de Lima, situada em Lima, entre a Estação Ayacucho e a Estação Angamos. Administrada pela GyM y Ferrovías S.A., faz parte da Linha 1.
Foi inaugurada em 11 de julho de 2011. Localiza-se no cruzamento da Avenida Aviación com o Anel Los Cabitos. Atende o distrito de Santiago de Surco.